# Sylvia Gerlich-Raabe
Sylvia Gerlich-Raabe (* 18. April 1953 in Frankfurt am Main) ist eine deutsche Theaterschauspielerin und -regisseurin.

## Leben
Während ihres Schauspielstudiums an der Staatlichen Hochschule für Musik und Darstellende Kunst in Frankfurt am Main machte sie bereits praktische Spielerfahrungen am Volkstheater Frankfurt unter Liesel Christ, ebenso wie in verschiedenen Rollen beim Schulfernsehen des Hessischen Rundfunks.
Nach ihrem Schauspieldiplom 1972 hatte sie diverse Engagements an Theatern, so in Oberhausen und Dortmund. Zu dieser Zeit war sie auch in der Rolle der Elsbeth in der ZDF-Serie Die Vereinsmeier zu sehen sowie als Sprecherin tätig. Von 1974 bis 1978 folgten Engagements in Aachen, Köln und am Staatstheater Karlsruhe. Neben der Theaterarbeit war sie als Sprecherin beim Westdeutschen Rundfunk tätig. Während ihres einjährigen Engagements am Grips-Theater Berlin arbeitete sie als Sprecherin für den Sender Freies Berlin ebenso wie für den RIAS. 
Weitere Verpflichtungen am Schauspiel Frankfurt, den Berliner Kammerspielen, am Berliner Schillertheater, in Essen und Bielefeld folgten von 1979 bis 1992. So spielte sie unter anderem 1989 die Elektra in Hansgünther Heymes Inszenierung der Orestie am Schauspiel Essen.
1983 gründete sie mit Freunden und Kollegen die Theatergruppe „Das Theater“, für die sie als Leiterin und Regisseurin tätig ist. Ihre Arbeit als Schauspiellehrerin begleitet die Schauspielerin auch neben ihren vielen Engagements und als freischaffende Schauspielerin in Frankfurt am Main. 
Nach einem Studium der Psychologie an der Johann Wolfgang Goethe-Universität in Frankfurt am Main ist sie auch als psychologische Beraterin und Trainerin tätig. Bis heute leitet sie erfolgreich „Das Theater“, welches mittlerweile ihren Namen trägt und sich in Frankfurt am Main befindet.

## Bühnenrollen (Auswahl)
- Luise in Kabale und Liebe von Friedrich Schiller (Regie: Frederik Ribell)
- Irina in Drei Schwestern von Anton Tschechow (Regie: Thomas Langhoff)[2][3]
- Lena in Leonce und Lena von Georg Büchner (Regie: Georg Immelmann)
- Silvia/Julia in Zwei Herren aus Verona von William Shakespeare (Regie: Hansgünther Heyme)
- Mädchen in Kasimir und Karoline von Ödön von Horváth (Regie: Peter Palitzsch)
- Rima/Elena/Frau in Moskauer Gold von Tariq Ali (Regie: Hansgünther Heyme)
- Uhma in Ghetto von Joshua Sobol (Regie: Joshua Sobol)
- Iokaste im Antiken-Projekt (Regie: Sylvia Gerlich-Raabe)
- Irina/Muraschkina im Tschechow-Abend (Regie: Sylvia Gerlich-Raabe)
- Sarah in ERDE, Elemente-Zyklus IV (Regie: Katharina Weishaupt)
- Claire in Eine Art zu Leben, weiße Katze, schwarzer Kater (Regie: Katharina Weishaupt)
- Mascha Kaléko in Ein Mascha-Kaléko-Abend (Regie: Katharina Weishaupt)
- Meta Quarck-Hammerschlag in Hommage an Meta Quarck-Hammerschlag (Regie: Sylvia Gerlich-Raabe)

## Film und Fernsehen (Auswahl)
- 1970–1972: diverse Hauptrollen beim Schulfernsehen des Hessischen Rundfunks
- 1971: Die Vereinsmeier (Serie), Regie: Eugen York, (Hauptrolle)
- 1977: Bravo, Girl!, Regie: Roland Schäfer (Hauptrolle)
- 2006: Hilda und Karl, Regie: Toke Constantin Hebbeln (Kurzfilm)
- 2013: Die wiedergefundene Melodie, Regie: Amira Abd Alla (Kurzfilm)
- 2015: Bees are louder, Regie: Doreen Keck (Kurzfilm)
- 2017: Joni, Regie: Valentin Boczkowski (Kurzfilm)
- 2018: Lehman. Gier frisst Herz, Regie: Raymond Ley

## Theaterinszenierungen
- 2003/2005: Bachmann-Projekt
- 2005: Schiller-Projekt
- 2006: Mozart-Projekt
- 2006/2007: Beckett-Projekt
- 2007/2008: Balladenprojekt
- 2008: Aber die Liebe ist...
- 2009: Antiken-Projekt
- 2009: Briefe der Liebe
- 2010: Tschechow-Abend
- 2011: Elemente-Zyklus I-III
- 2012: Büchner-Projekt
- 2013: 1001 Nacht
- 2014: Hommage an Meta Quarck-Hammerschlag
- 2015: Altern
- 2015: Tucholsky to go
- 2016: Musik, das Lebendigste in mir, haben sie nicht töten können
- 2017: Heckes
- 2017: Lessing to go
- 2018: Das 7. Kreuz
- 2018: Hommage auf Fritz Gerlich